# Jean de Lattre de Tassigny
Jean Joseph Marie Gabriel de Lattre de Tassigny (2. února 1889 – 11. ledna 1952) byl francouzský armádní generál, posmrtně povýšen na Maršála Francie.

## Život
Jako důstojník během první světové války bojoval v boji v různých bitvách, včetně Verdunu, a byl pětkrát zraněn, válku přežil s osmi vyznamenáními, Čestnou legií a Vojenským křížem. V meziválečném období se zúčastnil Rífské války v Maroku, kde byl znovu zraněn v akci. Poté sloužil na ministerstvu války a ve štábu Conseil supérieur de la guerre pod viceprezidentem, generálem Maximem Weygandem.
Na začátku druhé světové války, od května do června 1940, byl nejmladším francouzským generálem. Svou divizi vedl během bitvy o Francii, v bitvách u Rethelu, Champagne-Ardenne a Loiry a až do příměří 22. června 1940.Během vichistického režimu zůstal v armádě, nejprve na regionálních velitelských postech, poté jako vrchní velitel jednotek v Tunisku. Po vylodění spojeneckých sil v severní Africe, 11. listopadu 1942, Němci napadli tzv. svobodnou zónu okupované Francie; Jean de Lattre de Tassigny, který v té době velel 16. vojenské divize v Montpellier, odmítl rozkaz nebojovat s Němci a byl jediným generálem, který svým jednotkám nařídil postavit se útočníkům. Následně byl zatčen, ale na konci roku 1943 uprchl a přidal se k Svobodné Francii pod vedením Charlese de Gaulla. V letech 1943 až 1945 byl jedním z hlavních velitelů francouzské osvobozenecké armády, velel silám, které se 15. srpna 1944 vylodily na jihu Francie. poté bojoval až k řekám Rýn a Dunaj.
Později byl francouzským zástupcem při podpisu německé kapitulace v Berlíně dne 8. května 1945 a následně Berlínské deklarace z 5. června 1945. Poté se stal vrchním velitelem francouzských sil v Německu a správcem francouzské okupační zóny, následně generálním inspektorem a náčelníkem štábu francouzské armády. V roce 1951 byl vrchním komisařem a později vrchním velitelem v Indočíně a vrchním velitelem francouzského expedičního sboru na dálném východě, vyhrál několik bitev proti Việt Minhu. Tam byl také zabit jeho jediný syn, načež ho nemoc přinutila vrátit se do Paříže, kde v roce 1952 zemřel na rakovinu. V roce 1952 byl během státního pohřbu posmrtně povýšen do hodnosti francouzského maršála.

## Hodnosti a vyznamenání

### Vojenské hodnosti
- Vojín 2. třídy (povýšení 2.10.1908)
- Brigadýr (povýšení 10.2.1909)
- Maréchal des logis (povýšení 5.11.1909)
- Aspirant (povýšení 5.5.1910)
- Podporučík (povýšení 1.10. 1910)
- Poručík (povýšení 1.10. 1912)
- Kapitán (povýšení 4.4.1916)
- Velitel praporu (povýšení 26.6.1926)
- Podplukovník (povýšení 24.3. 1932)
- Plukovník (povýšení 24.6.1935)
- Brigádní generál (povýšení 20.3.1939)
- Divizní generál (povýšení 26.6.1941)
- Sborový generál (povýšení 2.1.1942)
- Armádní generál (povýšení 10.11.1943)
- Maršál Francie (povýšení in memoriam 15.11.1952)

### Řád Čestné legie
- Rytíř Řádu Čestné legie (uděleno 3.1.1915)
- Důstojník Řádu Čestné legie (uděleno 16.6. 1920)
- Komandér Řádu Čestné legie (uděleno 20.12.1935)
- Velkodůstojník Řádu Čestné legie (uděleno 12.7.1940)
- Nositel velkokříže Řádu Čestné legie (uděleno 10.2.1945)